# Lemme fondamental (programme de Langlands)
En mathématiques, et plus précisément en théorie des formes automorphes, le lemme fondamental relie les intégrales orbitales d'un groupe réductif sur un corps local aux intégrales orbitales stables de ses groupes endoscopiques. Ce lemme a été conjecturé par Robert Langlands en 1983, lors de l'élaboration du programme de Langlands. Le lemme fondamental a été prouvé par Gérard Laumon et Ngô Bảo Châu dans le cas des groupes unitaires puis par Ngô (en 2010) pour tout groupe réductif, en s'appuyant sur une série de réductions importantes apportées par Jean-Loup Waldspurger au cas des algèbres de Lie. Le magazine Time a placé la démonstration de Ngô dans la liste du « Top 10 des découvertes scientifiques de 2009 » et lui a valu la médaille Fields en 2010.

## Motivation et histoire
Langlands a décrit une stratégie pour prouver les conjectures de Langlands locales et globales en utilisant la formule des traces d'Arthur-Selberg (en), mais pour que cette approche fonctionne, les aspects géométriques de la formule des traces pour différents groupes doivent être liés d'une manière particulière. Cette relation prend la forme d'identités entre intégrales orbitales sur les groupes réductifs G et H sur un corps local non archimédien F, où le groupe H, appelé groupe endoscopique de G, est construit à partir de G et de quelques données supplémentaires.
Le premier cas considéré fut {\displaystyle G={\rm {SL}}_{2}} (Labesse et Langlands 1979). Langlands et Diana Shelstad ont ensuite développé le cadre général de la théorie du transfert endoscopique et formulé des conjectures spécifiques. Cependant, au cours des deux décennies suivantes, seuls des progrès partiels ont été réalisés dans la preuve du lemme fondamental,. Harris l'a qualifié de « goulot d'étranglement limitant les progrès sur une multitude de questions arithmétiques ». Langlands lui-même, écrivant sur les origines de l'endoscopie, écrit :

« [...] ce n'est pas le lemme fondamental en tant que tel qui est critique pour la théorie analytique des formes automorphes et pour l'arithmétique des variétés de Shimura ; c'est la formule des traces stable, la réduction de la formule des traces à la formule des traces stable pour un groupe et ses groupes endoscopiques, et la stabilisation de la formule de Grothendieck-Lefschetz (en). Aucun de ces travaux n'est possible sans le lemme fondamental et son absence a rendu les progrès presque impossibles pendant plus de vingt ans. »

## Énoncé
Le lemme fondamental stipule qu'une intégrale orbitale O pour un groupe G est égale à une intégrale orbitale stable SO pour un groupe endoscopique H, à un facteur de transfert Δ près (Nadler 2012) :
{\displaystyle SO_{\gamma _{H}}(1_{K_{H}})=\Delta (\gamma _{H},\gamma _{G})O_{\gamma _{G}}^{\kappa }(1_{K_{G}})}
où
- F est un corps local,
- G est un groupe non ramifié défini sur F, autrement dit un groupe réductif quasi-scindé défini sur F qui se scinde sur une extension non ramifiée de F,
- H est un groupe endoscopique non ramifié de G associé à κ,
- K G et K H sont des sous-groupes compacts maximaux hyperspéciaux de G et H, ce qui signifie que ce sont des sous-groupes de points à coefficients dans l'anneau des entiers de F,
- 1KG et 1KH sont les fonctions caractéristiques de KG et KH,
- Δ(γH,γG) est un facteur de transfert, une certaine expression élémentaire dépendant de γH et γG,
- γH et γG sont des éléments de G et H représentant des classes de conjugaison stables, telles que la classe de conjugaison stable de G est le transfert de la classe de conjugaison stable de H,
- κ est un caractère du groupe des classes de conjugaison dans la classe de conjugaison stable de γG.

## Approches
Shelstad 1982 démontre le lemme fondamental pour les corps archimédiens.
Kottwitz 1992 et Blasius et Rogawski 1992 ont vérifié quelques cas du lemme fondamental pour des groupes unitaires de dimension 3.
Hales 1997 et Weissauer 2009 ont vérifié le lemme fondamental pour les groupes Sp4, GSp4.
Un article de George Lusztig et David Kazhdan souligne que les intégrales orbitales pouvaient être interprétées comme un comptage de points sur certaines variétés algébriques sur des corps finis. De plus, les intégrales en question peuvent être calculées d'une manière qui dépend uniquement du corps résiduel de F ; et le problème peut être réduit à la version algèbre de Lie des intégrales orbitales. Le problème a ensuite été reformulé en termes de fibre de Springer de groupes algébriques. Laumon et Ngô 2008 ont prouvé le lemme fondamental pour les groupes unitaires, en utilisant la fibration de Hitchin introduite par Ngô 2006, qui est un analogue géométrique abstrait du système de Hitchin en géométrie algébrique complexe. Waldspurger 2006 a montré (pour les algèbres de Lie) que le cas du corps de fonctions implique le lemme fondamental sur tout corps local, et Waldspurger 2008 a montré que le lemme fondamental pour les algèbres de Lie implique le lemme fondamental pour les groupes.